# Epigeo
Nella mitologia greca,  Epigeo  era uno dei figli di Agacle. Ad Epigeo è intitolato l'asteroide troiano 5259 Epeigeus.

## Il mito
Epigeo viveva tranquillamente nella grande città di Budeo, (situata forse in Tessaglia, forse in Epiro o Magnesia) fin quando uccise un suo cugino. Pentendosi del gesto, dopo un esilio forzato chiese consiglio ad Achille che lo costrinse a venire con lui ed a partecipare alla guerra di Troia, scaturita per colpa di Paride figlio di Priamo che prese con sé Elena moglie di Menelao. In una battaglia prima rimase ferito e poi Ettore lo uccise con una pietra. Patroclo al vederlo si infuriò e cercò di vendicarlo.

### Fonti antiche
- Omero, Iliade libro XVI versi 568-580